# Clúster de computadoras

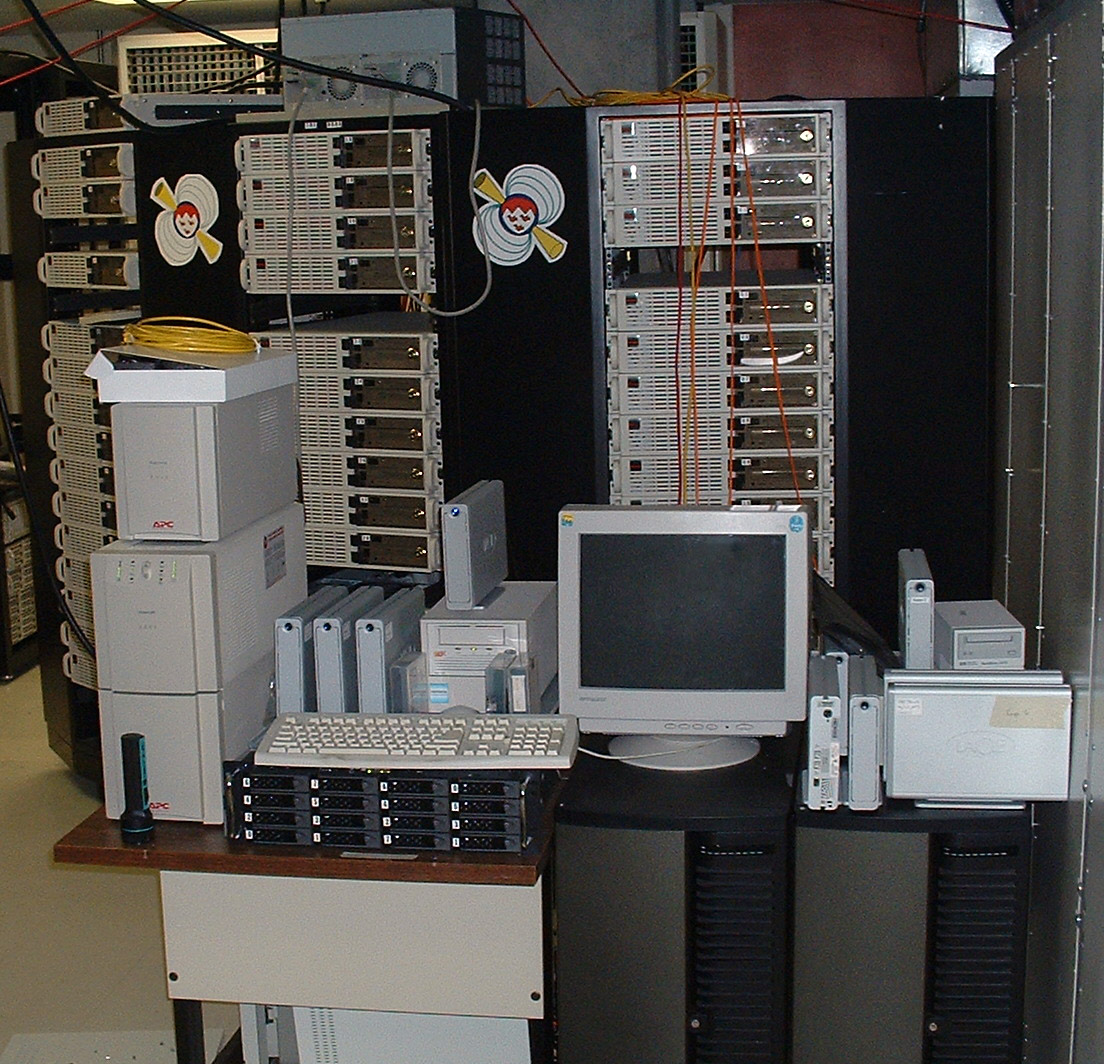
Un clúster en la Universidad McGill.

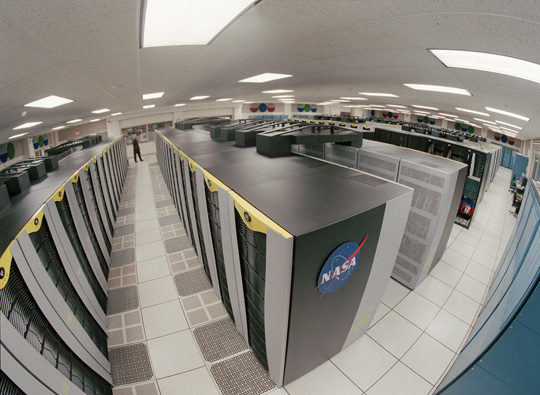
Un ejemplo de clúster en la NASA (2004) 20 clusters SGI Altix con total de 10.240 CPU.

El término clúster (del inglés cluster, que significa 'grupo' o 'racimo') se aplica a los sistemas distribuidos de granjas de computadoras unidos entre sí normalmente por una red de alta velocidad y que se comportan como si fuesen un único servidor. A diferencia de la computación en malla (computation grid), los clústeres de computadoras tienen a cada nodo realizando la misma tarea, controlada y planificada por software. 
La tecnología de clústeres ha evolucionado en apoyo de actividades que van desde aplicaciones de supercómputo y software para aplicaciones críticas, servidores web y comercio electrónico, hasta bases de datos de alto rendimiento, y otros usos.
El cómputo con clústeres surge como resultado de la convergencia de varias tendencias actuales que incluyen la disponibilidad de microprocesadores económicos de alto rendimiento y redes de alta velocidad, el desarrollo de herramientas de software para cómputo distribuido de alto rendimiento, así como la creciente necesidad de potencia computacional para aplicaciones que la requieran.
Simplemente, un clúster es un grupo de ordenadores unidos mediante una red de alta velocidad, de tal forma que el conjunto es visto como un único ordenador.

## Historia
El origen del término y del uso de este tipo de tecnología es desconocido pero se puede considerar que comenzó a finales de los años 1950 y principios de los 1960.
La base formal de la ingeniería informática cree que la metodología de proveer un medio de hacer trabajos paralelos de cualquier tipo fue inventado posiblemente por Gene Amdahl de IBM, que en 1967 publicó lo que ha llegado a ser considerado como el libro blanco inicial de procesamiento paralelo: la ley de Amdahl que describe matemáticamente el aceleramiento que se puede esperar paralelizando cualquier otra serie de tareas realizadas en una arquitectura paralela.
Este artículo define la base para la ingeniería de la computación tanto multiprocesador como computación clúster, en donde la principal diferencia es si las comunicaciones entre procesadores se hace dentro de una red local o a través de una red de área extensa.
En consecuencia, la historia de los primeros grupos de computadoras está más o menos directamente ligado a la historia de los primeros pasos de las redes de comunicación, como una necesidad para enlazar los recursos de computación y crear un clúster de computadoras. Las redes de conmutación de paquetes fueron conceptualmente inventadas por la corporación RAND en 1962.
Utilizando el concepto de una red de conmutación de paquetes, el proyecto ARPANET logró crear en 1969 lo que fue posiblemente la primera red de computadoras en clúster en cuatro centros informáticos (cada uno de las cuales fue algo similar a un clúster en red local pero no a un clúster sobre red de área extensa como hoy en día se entiende).
El proyecto ARPANET creció y se convirtió en lo que es ahora Internet. Se puede considerar como «la madre de todos los clústeres» (como la unión de casi todos los recursos de cómputo, incluidos los clústeres, que pasarían a ser conectados).
También estableció el paradigma de uso de clústeres de computadoras en el mundo actual: el uso de las redes de conmutación de paquetes para realizar las comunicaciones entre procesadores localizados en los marcos de otro modo desconectados.
El desarrollo de la construcción de PC por los clientes y grupos de investigación procedió a la par con la de las redes y el sistema operativo Unix desde principios de la década de los años setenta, como TCP/IP y el proyecto de la Xerox PARC proyecto y formalizado para protocolos basados en la red de comunicaciones.
El núcleo del sistema operativo fue construido por un grupo de DEC PDP-11 minicomputadoras llamado C.mmp en C-MU en 1971.
Sin embargo, no fue hasta alrededor de 1983 que los protocolos y herramientas para el trabajo remoto que facilitan la distribución y el uso compartido de archivos fueran definidos (en gran medida dentro del contexto de BSD Unix, e implementados por Sun Microsystems) y, por tanto llegar a disponerse comercialmente, junto con un  sistema de archivos compartidos.
El primer producto comercial de tipo clúster fue ARCnet, desarrollada en 1977 por Datapoint pero no obtuvo un éxito comercial y los clústeres no consiguieron tener éxito hasta que en 1984 DEC produjera VAXcluster para el sistema operativo VAX/VMS.
El ARCnet y VAXcluster no solo son productos que apoyan la computación paralela, sino que también comparten los sistemas de archivos y dispositivos periféricos.
La idea era proporcionar las ventajas del procesamiento paralelo, al tiempo que se mantiene la fiabilidad de los datos y el carácter singular. VAXcluster, VMScluster están todavía disponibles en los sistemas de HP OpenVMS corriendo en sistemas Itanium y Alpha.
Otros dos principios comerciales de clústeres notables fueron el Tándem Himalaya (alrededor 1994 de con productos de alta disponibilidad) y el IBM S/390 Parallel Sysplex (también alrededor de 1994, principalmente para el uso de la empresa).
La historia de los clústeres de computadoras estaría incompleta sin señalar el papel fundamental desempeñado por el desarrollo del software de PVM (parallel virtual machine: ‘máquina virtual paralela’).
Este software de código libre, basado en comunicaciones TCP/IP permitió la creación de un superordenador virtual ―un clúster HPC― realizado desde cualquiera de los sistemas conectados TCP/IP.
De forma libre los clústeres heterogéneos han constituido la cima de este modelo, logrando aumentar rápidamente en FLOPS y superando con creces la disponibilidad incluso de los supercomputadores más caros.
PVM y el empleo de PC y redes de bajo costo llevó, en 1993, a un proyecto de la NASA para construir supercomputadoras basados en clústeres.
En 1995, la invención de la Beowulf ―un estilo de clúster― una granja de computación diseñada según un producto básico de la red con el objetivo específico de «ser un superordenador» capaz de realizar firmemente cálculos paralelos HPC.
Esto estimuló el desarrollo independiente de la computación Grid como una entidad, a pesar de que el estilo Grid giraba en torno al del sistema operativo Unix y el Arpanet.

## Características
Los clústeres son usualmente empleados para mejorar el rendimiento o la disponibilidad por encima de la que es provista por un solo computador típicamente siendo más económico que computadores individuales de rapidez y disponibilidad comparables.
De un clúster se espera que presente combinaciones de los siguientes servicios:
1. Alto rendimiento
2. Alta disponibilidad
3. Equilibrado de carga
4. Escalabilidad

La construcción de los ordenadores del clúster es más fácil y económica debido a su flexibilidad: pueden tener todos la misma configuración de hardware y sistema operativo (clúster homogéneo), diferente rendimiento pero con arquitecturas y sistemas operativos similares (clúster semihomogéneo), o tener diferente hardware y sistema operativo (clúster heterogéneo), lo que hace más fácil y económica su construcción.
Para que un clúster funcione como tal, no basta solo con conectar entre sí los ordenadores, sino que es necesario proveer un sistema de manejo del clúster, el cual se encargue de interactuar con el usuario y los procesos que corren en él para optimizar el funcionamiento.

## Beneficios de la tecnología clúster
Las aplicaciones paralelas escalables requieren: buen rendimiento, baja latencia, comunicaciones que dispongan de gran ancho de banda, redes escalables y acceso rápido a archivos. Un clúster puede satisfacer estos requisitos usando los recursos que tiene asociados a él.
La tecnología clúster permite a las organizaciones incrementar su capacidad de procesamiento usando tecnología estándar, tanto en componentes de hardware como de software que pueden adquirirse a un costo relativamente bajo de los clúster

## Clasificación de los clústeres
El término clúster tiene diferentes connotaciones para diferentes grupos de personas. Los tipos de clústeres, establecidos de acuerdo con el uso que se dé y los servicios que ofrecen, determinan el significado del término para el grupo que lo utiliza. Los clústeres pueden clasificarse según sus características:
- HPCC (High Performance Computing Clusters: clústeres de alto rendimiento).
- HA o HACC (High Availability Computing Clusters: clústeres de alta disponibilidad).
- HT o HTCC (High Throughput Computing Clusters: clústeres de alta eficiencia).

Alto rendimiento: Son clústeres en los cuales se ejecutan tareas que requieren de gran capacidad computacional, grandes cantidades de memoria, o ambos a la vez. El llevar a cabo estas tareas puede comprometer los recursos del clúster por largos periodos de tiempo.Este a su vez se sub-clasifica:
- Activo/activo
- Activo/pasivo

Alta disponibilidad: Son clústeres cuyo objetivo de diseño es el de proveer disponibilidad y confiabilidad. Estos clústeres tratan de brindar la máxima disponibilidad de los servicios que ofrecen. La confiabilidad se provee mediante software que detecta fallos y permite recuperarse frente a los mismos, mientras que en hardware se evita tener un único punto de fallos.De igual manera se sub-clasifica :
- Alta disponibilidad de infraestructura.
- Alta disponibilidad de aplicación.

Alta eficiencia: Son clústeres cuyo objetivo de diseño es el ejecutar la mayor cantidad de tareas en el menor tiempo posible. Existe independencia de datos entre las tareas individuales.
El retardo entre los nodos del clúster no es considerado un gran problema.
Los clústeres pueden también clasificar en:
- clústeres de IT comerciales (de alta disponibilidad y alta eficiencia) y
- clústeres científicos (de alto rendimiento).

A pesar de las discrepancias a nivel de requisitos de las aplicaciones, muchas de las características de las arquitecturas de hardware y software, que están por debajo de las aplicaciones en todos estos clústeres, son las mismas. Más aún, un clúster de determinado tipo, puede también presentar características de los otros.

## Componentes de un clúster
En general, un clúster necesita de varios componentes de software y hardware para poder funcionar:
- nodos
- almacenamiento
- sistemas operativos
- conexiones de red
- middleware
- protocolos de comunicación y servicios
- aplicaciones
- ambientes de programación paralela

### Nodos
Pueden ser simples ordenadores, sistemas multiprocesador o estaciones de trabajo. En informática, de forma muy general, un nodo es un punto de intersección o unión de varios elementos que confluyen en el mismo lugar. Ahora bien, dentro de la informática la palabra nodo puede referirse a conceptos diferentes según el ámbito en el que nos movamos:
- En redes de computadoras cada una de las máquinas es un nodo, y si la red es Internet, cada servidor constituye también un nodo.
- En estructuras de datos dinámicas un nodo es un registro que contiene un dato de interés y al menos un puntero para referenciar (apuntar) a otro nodo. Si la estructura tiene solo un puntero, la única estructura que se puede construir con él es una lista, si el nodo tiene más de un puntero ya se pueden construir estructuras más complejas como árboles o grafos.

Los nodos pueden estar contenidos e interconectados en un solo gabinete, o, como en muchos casos, acoplados a través de una red de área local (LAN (Local Area Network)).
Los nodos del clúster pueden consistir de uno a más procesadores, estos equipos deberán tener un ambiente refrigerante para que así puedan trabajar y evitar que se ”sobrecaliente”.
El clúster puede estar conformado por nodos dedicados o por nodos no dedicados.
En un clúster con nodos dedicados, los nodos no disponen de teclado, ratón ni monitor y su uso está exclusivamente dedicado a realizar tareas relacionadas con el clúster. Mientras que, en un clúster con nodos no dedicados, los nodos disponen de teclado, ratón y monitor y su uso no está exclusivamente dedicado a realizar tareas relacionadas con el clúster, el clúster hace uso de los ciclos de reloj que el usuario del computador no está utilizando para realizar sus tareas.
Cabe aclarar que a la hora de diseñar un clúster, los nodos deben tener características similares, es decir, deben guardar cierta similitud de arquitectura y sistemas operativos, ya que si se conforma un clúster con nodos totalmente heterogéneos (existe una diferencia grande entre capacidad de procesadores, memoria, disco duro) será ineficiente debido a que el middleware delegará o asignará todos los procesos al nodo de mayor capacidad de cómputo y solo distribuirá cuando este se encuentre saturado de procesos; por eso es recomendable construir un grupo de ordenadores lo más similares posible.

### Almacenamiento
El almacenamiento puede consistir en una NAS, una SAN, o almacenamiento interno en el servidor. El protocolo más comúnmente utilizado es NFS (Network File System), sistema de ficheros compartido entre servidor y los nodos. Sin embargo existen sistemas de ficheros específicos para clústeres como Lustre (CFS) y PVFS2.
Tecnologías en el soporte del almacenamiento en discos duros:
- IDE o ATA: velocidades de 33, 66, 100, 133 y 166 MB/s
- SATA: velocidades de 150, 300 y 600 MB/s
- SCSI: velocidades de 160, 320, 640 MB/s. Proporciona altos rendimientos.
- SAS: aúna SATA-II y SCSI. Velocidades de 300 y 600 MB/s
- Las unidades de cinta (DLT) son utilizadas para copias de seguridad por su bajo costo.

NAS (Network Attached Storage) es un dispositivo específico dedicado al almacenamiento a través de red (normalmente TCP/IP) que hace uso de un sistema operativo optimizado para dar acceso a través de protocolos CIFS, NFS, FTP o TFTP.
Por su parte, DAS (Direct Attached Storage) consiste en conectar unidades externas de almacenamiento SCSI o a una SAN (storage area network: ‘red de área de almacenamiento’) a través de un canal de fibra. Estas conexiones son dedicadas.
Mientras NAS permite compartir el almacenamiento, utilizar la red, y tiene una gestión más sencilla, DAS proporciona mayor rendimiento y mayor fiabilidad al no compartir el recurso.

### Sistema operativo
Un sistema operativo debe ser multiproceso y multiusuario. Otras características deseables son la facilidad de uso y acceso. Un sistema operativo es un programa o conjunto de programas de computadora destinado a permitir una gestión eficaz y segura de sus recursos. Comienza a trabajar cuando el gestor de arranque carga en memoria su núcleo y gestiona el hardware de la máquina desde los niveles más básicos, permitiendo también la interacción con el usuario. Se puede encontrar normalmente en la mayoría de los aparatos electrónicos que utilicen microprocesadores para funcionar, ya que gracias a estos podemos entender la máquina y que esta cumpla con sus funciones (teléfonos móviles, reproductores de DVD, radios, computadoras, etc.).

#### Ejemplos
- GNU/Linux
  - ABC GNU/Linux[2]
  - OpenMosix
  - Rocks[3]
  - Kerrighed
  - Cóndor
  - Sun Grid Engine
- Unix
  - Solaris
  - HP-UX
  - AIX
- Windows
  - NT
  - 2000 Server
  - 2003 Server
  - 2008 Server
  - 2012 server
- Mac OS X
  - Xgrid
- Solaris
- FreeBSD
  - DragonFly BSD

### Conexiones de red
Los nodos de un clúster pueden conectarse mediante una simple red Ethernet con placas comunes (adaptadores de red o NICs), o utilizarse tecnologías especiales de alta velocidad como Fast Ethernet, Gigabit Ethernet, Myrinet, InfiniBand, SCI, etc.
- Ethernet
  - Son las redes más utilizadas en la actualidad, debido a su relativo bajo coste. No obstante, su tecnología limita el tamaño de paquete, realizan excesivas comprobaciones de error y sus protocolos no son eficientes, y sus velocidades de transmisión pueden limitar el rendimiento de los clústeres. Para aplicaciones con paralelismo de grano grueso puede suponer una solución acertada.
  - La opción más utilizada en la actualidad es Gigabit Ethernet (1 Gbit/s), siendo emergente la solución 10 Gigabit Ethernet (10 Gbit/s). La latencia de estas tecnologías está en torno a los 30 a 100 μs, dependiendo del protocolo de comunicación empleado.
  - En todo caso, es la red de administración por excelencia, así que aunque no sea la solución de red de altas prestaciones para las comunicaciones, es la red dedicada a las tareas administrativas.

- Myrinet (Myrinet 2000 y Myri-10G).
  - Su latencia es de 99 a 10 μs, y su ancho de banda es de 2 a 10 Gbit/s (para Myrinet 2000 y Myri-10G, respectivamente).
  - Es la red de baja latencia más utilizada en la actualidad, tanto en clústeres como en MPP; está presente en más de la mitad de los sistemas del top500. Tiene dos bibliotecas de comunicación a bajo nivel (GM y MX). Sobre estas bibliotecas están implementadas MPICH-GM, MPICH-MX, Sockets-GM y Sockets-MX, para aprovechar las excelentes características de Myrinet. Existen también emulaciones IP sobre TCP/IP, IPoGM e IPoMX.

- InfiniBand
  - Es una red surgida de un estándar desarrollado específicamente para realizar la comunicación en clústeres. Una de sus mayores ventajas es que mediante la agregación de canales (x1, x4 y x12) permite obtener anchos de banda muy elevados. La conexión básica es de 2 Gbit/s efectivos y con ‘quad connection’ x12 alcanza los 96 Gbit/s. No obstante, los startups no son muy altos, se sitúan en torno a los 10 μs.
  - Define una conexión entre un nodo de computación y un nodo de I/O. La conexión va desde un Host Channel Adapter (HCA) hasta un Target Channel Adapter (TCA). Se está usando principalmente para acceder a arrays de discos SAS.

- SCI (scalable coherent interface) IEEE standard 1596-1992
  - Su latencia teórica es de 1,43 μs y su ancho de banda de 5333 Mbit/s bidireccional. Al poder configurarse con topologías de anillo (1D), toro (2D) e hipercubo (3D) sin necesidad de switch, se tiene una red adecuada para clústeres de pequeño y mediano tamaño.
  - Al ser una red de extremadamente baja latencia, presenta ventajas frente a Myrinet en clústeres de pequeño tamaño al tener una topología punto a punto y no ser necesaria la adquisición de un conmutador. El software sobre SCI está menos desarrollado que sobre Myrinet, pero los rendimientos obtenidos son superiores, destacando SCI Sockets (que obtiene startups de 3 microsegundos) y ScaMPI, una biblioteca MPI de elevadas prestaciones.
  - Además, a través del mecanismo de preloading (LD_PRELOAD) se puede conseguir que todas las comunicaciones del sistema vayan a través de SCI-SOCKETS (transparencia para el usuario).

### Middleware
El middleware es un software que generalmente actúa entre el sistema operativo y las aplicaciones con la finalidad de proveer a un clúster lo siguiente:
- Una interfaz única de acceso al sistema, denominada SSI (Single System Image), la cual genera la sensación al usuario de que utiliza un único ordenador muy potente;
- Herramientas para la optimización y mantenimiento del sistema: migración de procesos, checkpoint-restart (congelar uno o varios procesos, mudarlos de servidor y continuar su funcionamiento en el nuevo host), equilibrado de carga, tolerancia a fallos, etc.;
- Escalabilidad: debe poder detectar automáticamente nuevos servidores conectados al clúster para proceder a su utilización.

Existen diversos tipos de middleware, como por ejemplo: MOSIX, OpenMOSIX, Cóndor, OpenSSI, etc.
El middleware recibe los trabajos entrantes al clúster y los redistribuye de manera que el proceso se ejecute más rápido y el sistema no sufra sobrecargas en un servidor. Esto se realiza mediante políticas definidas en el sistema (automáticamente o por un administrador) que le indican dónde y cómo debe distribuir los procesos, por un sistema de monitorización, el cual controla la carga de cada CPU y la cantidad de procesos en él.
El middleware también debe poder migrar procesos entre servidores con distintas finalidades:
- balancear la carga: si un servidor está muy cargado de procesos y otro está ocioso, pueden transferirse procesos a este último para liberar de carga al primero y optimizar el funcionamiento;
- Mantenimiento de servidores: si hay procesos corriendo en un servidor que necesita mantenimiento o una actualización, es posible migrar los procesos a otro servidor y proceder a desconectar del clúster al primero;
- Priorización de trabajos: en caso de tener varios procesos corriendo en el clúster, pero uno de ellos de mayor importancia que los demás, puede migrarse este proceso a los servidores que posean más o mejores recursos para acelerar su procesamiento.

### Ambientes de Programación Paralela
Los ambientes de programación paralela permiten implementar algoritmos que hagan uso de recursos compartidos: CPU (central processing unit: ‘unidad central de proceso’), memoria, datos y servicios.

## Etapas para el montaje
Para el montaje de un clúster se pueden describir dos etapas:
1. Selección del Hardware: se seleccionan las computadoras que forman nuestro cluster, pueden ser homogéneas(HW similar) o heterogéneas(HW diferente).

2. Selección del Software:se define el sistema operativo o Middleware que usaran los equipos.
De los dos anteriores son posibles las combinaciones como por ejemplo se pueden encontrar homogeneidad en el hardware y heterogeneidad en el software o viceversa.

## Sistemas de clústeres implementados

### Beowulf

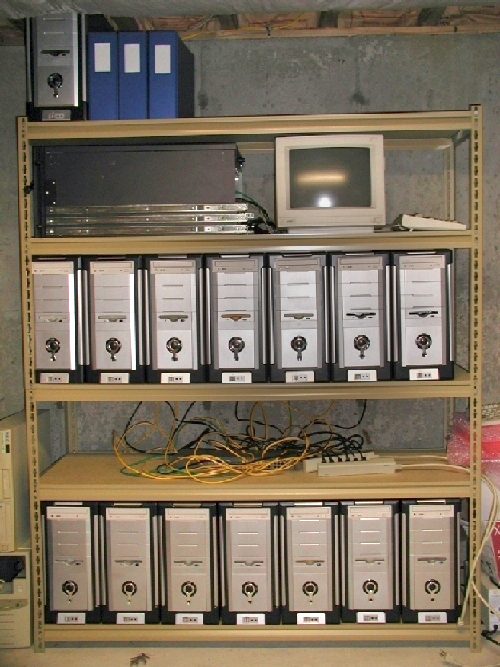
Una granja Beowulf.

En 1994, Donald Becker y Thomas Sterling construyeron la primera Beowulf. Fue construida con 16 computadores personales con procesadores Intel DX4 de 100 MHz, que estaban conectados a través de un switch Ethernet. El rendimiento teórico era de 3,2 GFlops.

### Berkeley NOW
El sistema NOW de Berkeley estuvo conformado por 105 estaciones de trabajo Sun Ultra 170, conectadas a través de una red Myrinet. Cada estación de trabajo contenía un microprocesador Ultra1 de 167 MHz, caché de nivel 2 de 512 KiB, 128 MiB de memoria, dos discos de 2,3 GB, tarjetas de red Ethernet y Myrinet. En abril de 1997, NOW logró un rendimiento de 10 GFlops.

### Google
Durante el año 2003, el clúster Google llegó a estar conformado por más de 1,5 millones de computadores personales. Una consulta en Google lee en promedio cientos de megabytes y consume algunos billones de ciclos de CPU.[cita requerida]

### Cluster PS2
En el año 2004, en la Universidad de Illinois (en Urbana-Champaign, Estados Unidos), se exploró el uso de consolas PlayStation 2 (PS2) en cómputo científico y visualización de alta resolución. Se construyó un clúster conformado por 70 PS2; utilizando Sony Linux Kit (basado en Linux Kondora y Linux Red Hat) y MPI.

### System X

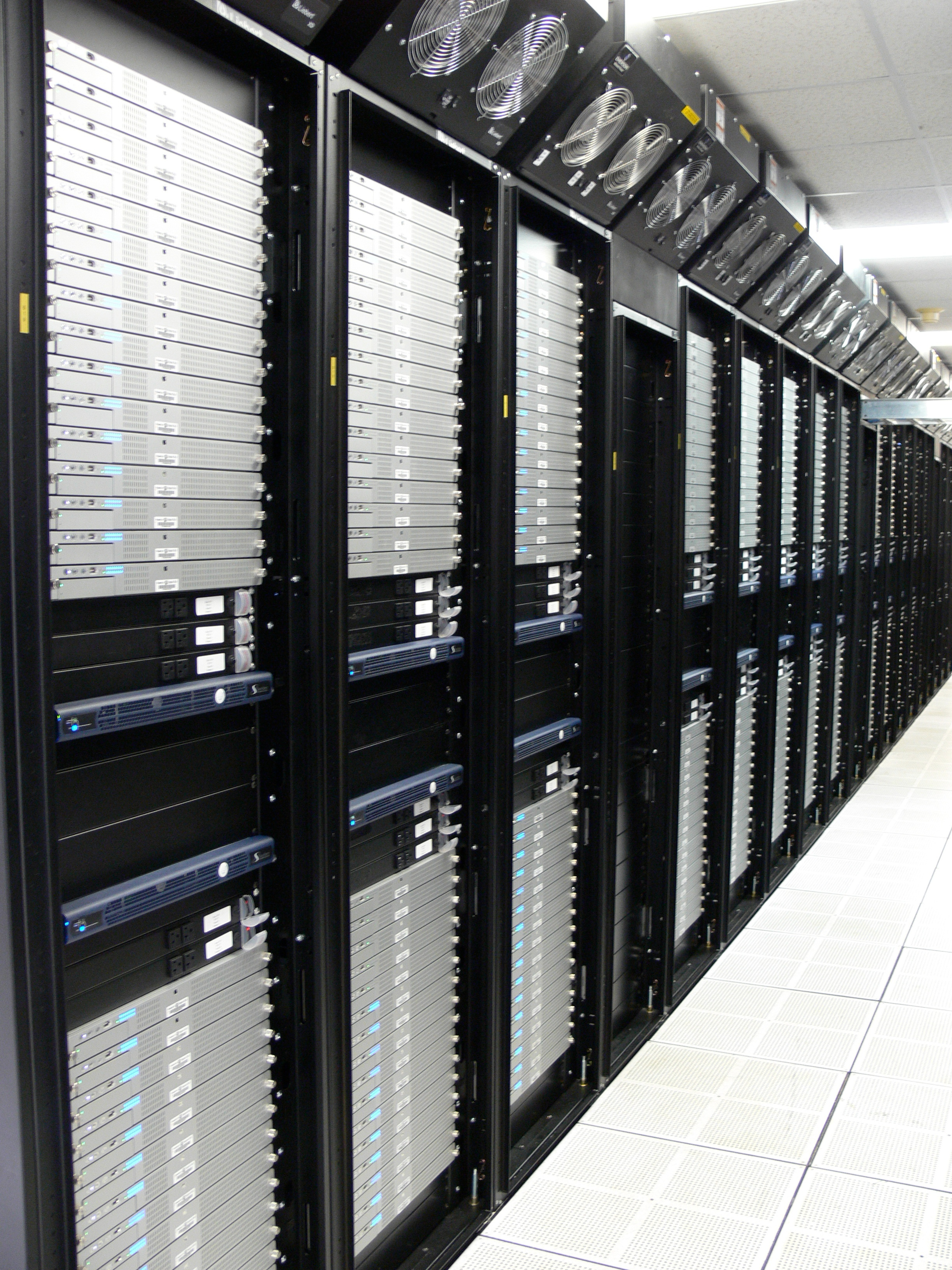
Racimo Xserve del System X en el Instituto Politécnico y Universidad Estatal de Virginia

En la lista de los 500 superordenadores de noviembre de 2004, System X (Sistema Diez, en idioma inglés) fue considerado el séptimo sistema más rápido del mundo; sin embargo, en julio de 2005 ocupaba la posición catorce. System X fue construido en el Tecnológico de Virginia en el 2003; su instalación fue realizada por estudiantes de ese instituto. Está constituido por varios racimos de 2200 procesadores Apple G5 de 2,3 GHz. Utiliza dos redes: Infiniband 4x para las comunicaciones entre procesos y Gigabit Ethernet para la administración. System X posee 4 TiB de memoria RAM y 176 TB de disco duro, su rendimiento es de 12,25 TFlops. Se lo conoce también como Terascale.

### Red Española de Supercomputación
En el año 2007 se creó la Red Española de Supercomputación, compuesta por 7 clústeres distribuidos en distintas instituciones españolas.
Todos los clústeres (a excepción de las segundas versiones de Magerit y MareNostrum, y el más reciente Caléndula) están formados por un número variable de nodos con procesadores PowerPC 970FX a 2,2 GHz interconectados con una red Myrinet. El rendimiento de las máquinas oscilan entre los casi 65 TeraFLOPS proporcionados por los más de 10000 núcleos de Marenostrum, los casi 16 TeraFLOPS de Magerit (primera versión) con 2400 procesadores o los casi 3 TeraFLOPS de los 5 nodos restantes.
La actualización de Magerit en 2011 mantiene la arquitectura clúster por su versatilidad y reemplazando los elementos de cómputo por nodos IBM PS702 con procesadores POWER7 a 3,0 GHz y logrando un rendimiento más de 72 TeraFLOPS lo que le convierte en el más poderoso de España. Esto demuestra la sencillez y flexibilidad de la arquitectura: actualizando algunos elementos se obtienen sistemas más potentes sin grandes complicaciones.

### Thunder
Thunder fue construido por el Laboratorio Nacional Lawrence Livermore de la Universidad de California. Está conformado por 4096 procesadores Intel Itanium2 Tiger4 de 1,4 GHz. Utiliza una red basada en tecnología Quadrics. Su rendimiento es de 19,94 TFlops. Se ubicó en la segunda posición del «TOP 500» durante junio de 2004, luego en la quinta posición en noviembre de 2004 y en la lista de julio de 2005 se ubicó en la séptima posición.

### ASCI Q
ASCI Q fue construido en el año 2002 por el Laboratorio Nacional Los Álamos, Estados Unidos. Está constituido por 8192 procesadores AlphaServer SC45 de 1,25 GHz. Su rendimiento es de 13,88 TFlops. Se ubicó en la segunda posición del «TOP 500» durante junio y noviembre de 2003, luego en la tercera posición en junio de 2004, en la sexta posición en noviembre de 2004 y en la duodécima posición en julio de 2005.

## Gestión de recursos distribuidos: sistemas gestores de colas
- Los sistemas de gestión de colas, gestionan una cola de ejecución, planifican la ejecución de las tareas y gestionan los recursos, para minimizar costes y maximizar rendimiento de las aplicaciones.

- Funcionamiento:

– Los usuarios envían trabajos con qsub indicando requisitos de memoria, tiempo de procesador y espacio en disco.
– El gestor de recursos registra el trabajo.
– Tan pronto los recursos pedidos se hallen disponibles, el gestor de colas pone a ejecución el trabajo solicitado que según su planificación es el que tiene mayor prioridad. Se utiliza el planificador del gestor de colas en ausencia de planificadores más avanzados (como Maui / Moab cluster suite, los cuales pueden ser integrables en el sistema de colas).
– Se puede consultar el estado de los trabajos, en ejecución, en espera o terminados, a través de qstat
– Se puede eliminar un trabajo mediante qdel.
– El gestor de colas se configura con qconf.
- Salida estándar de trabajos: job.o#job
- Salida de error de trabajos: job.e#job
- Sistemas gestores de colas populares: Sun Grid Engine (SGE), PBS, Open PBS y Torque.

## Balanceadores de carga: Linux Virtual Server
- Linux Virtual Server (LVS, IPVS en kernels 2.6.x) es un servicio de red altamente escalable y de alta disponibilidad que realiza:

– Equilibrado de carga mediante NAT (Network Address Translation), tunneling IP o enrutamiento directo (DR) por medio de un nodo maestro que da servicio a peticiones FTP y HTTP a los nodos de un clúster. Este servicio es provisto a nivel de kernel (ha de estar compilado el soporte para LVS/IPVS).
- NAT hace que el clúster funcione con una única IP pública, siendo los paquetes reescritos por el nodo maestro para ocultar los nodos internos. Solo es aceptable para un número pequeño de nodos, por la sobrecarga que acarrea.

- Tunneling IP es similar a NAT, pero el nodo maestro ya no reescribe los paquetes, siendo su tarea mucho más liviana.

- El enrutamiento directo (DR) es un sistema aún más ligero, pero necesita que todos los servidores compartan el mismo segmento de red.

## Clústeres en aplicaciones científicas
- Se suelen caracterizar por ser aplicaciones computacionalmente intensivas
- Sus necesidades de recursos son muy importantes en almacenamiento y especialmente memoria.
- Requieren nodos y sistemas dedicados, en entornos HPC y HTC.
- Suelen estar controlados los recursos por planificadores tipo Maui y gestores de recursos tipo PBS.
- Son en muchas ocasiones códigos legacy, difíciles de mantener, ya que los dominios de aplicación suelen ser difícilmente paralelizables.

Ejemplos: Simulaciones (earth simulator), genómica computacional, predicción meteorológica (MM5), simulación de corrientes y vertidos en el mar, aplicaciones en química computacional

## Clústeres en aplicaciones empresariales
- Suelen ser aplicaciones no especialmente intensivas computacionalmente, pero que demandan alta disponibilidad y respuesta inmediata, con lo que los servicios se están ejecutando continuamente y no controlados por un sistema de colas
- Es usual que un sistema provea varios servicios. Una primera aproximación para realizar una distribución del trabajo es separar los servicios:

- Un servidor web con la BD en un nodo, el contenedor EJB en otro y el servidor de páginas web en otro constituye un

claro ejemplo de distribución en el ámbito empresarial.
- Otra aproximación es instalar una aplicación web en un clúster squid como proxy-caché, apache/tomcat como servidor web/de aplicaciones web, memcached como caché de consultas a la base de datos y mysql como base de datos. Estos servicios pueden estar replicados en varios nodos del clúster.

- Ejemplos: Flickr, Wikipedia y Google.